# 韦托
韦托（義大利語：Vetto），是意大利雷焦艾米利亚省的一个市镇。总面积53平方公里，人口1991人，人口密度37.6人/平方公里（2009年）。ISTAT代码为035042。